# Катерине Думар
Катерине Думар Портасио (шп. Katherine Dumar Portacio; 27. септембар 1993) је колумбијски теквондоисткиња. На Светском првенству 2015. у Чељабинску освојила је бронзану медаљу у категорији до 67 килограма. Ово је била друга медаља за Колумбији на Светским првенствима после двадесет две године.

## Спољашњи извори
- Профил на сајту Теквондо дата